# 匹夫
《匹夫》（英語：An Inaccurate Memoir），2012年4月23日在中国大陆上映的动作片。

## 剧情
导演杨树鹏在北京发布会上说，“这部电影讲述乱世之中，一群人如何做出一件有勇气、有担当的事情。”

## 主题
导演杨树鹏解释说：“匹夫二字词性复杂，它可以是褒义的、中性的，甚至是贬义的。电影里的角色也是这样复杂，他们虽是底层人物，但却有勇气，有担当。古人说匹夫之怒，血溅五步，就是这个意思。”

## 演员
| 演员   | 角色   | 备注                         |
| 黄晓明 | 方有望 | 匹夫帮大当家                 |
| 张歆艺 | 方梓珍 | 小姑奶奶，匹夫帮大当家的妹妹 |
| 张译   | 高栋梁 | 新郎官，二当家               |
| 包小柏 | 陳郎中 | “匹夫帮”催化剂               |
| 倪景阳 | 黑狗   | “匹夫帮”男人婆               |
| 王烈   | 韩魁   | “匹夫帮”老大哥(原二當家)     |
| 孙磊   | 岳三炮 | “匹夫帮”火药桶               |
| 张粤   | 良好   | “匹夫帮”学生妹               |
| 马志明 | 薛豹子 | 豹子堂堂主                   |
| 梁静   | 甄小七 | 妓女                         |
| 李子雄 | 趙團長 | 保安隊團主；客串             |

## 特色
片中主角都有“三宝”，黄晓明饰演的大当家的三宝是“步枪、烈酒、大皮袄”；张歆艺饰演的小姑奶奶的三宝是“辣酱、面膜、爱叨叨”；张译饰演的高栋梁的三宝是“挨打、吃土、玩命跑”。三人不同的性格搭配，成为影片的一大亮点。

## 幕后
在拍摄《匹夫》期间，黄晓明每天坚持吃水煮的鸡胸脯肉和蔬菜且不加盐，天天锻炼肌肉，读英语，拍戏时，光着膀子就露出一副健壮的身材。